# Königswartha

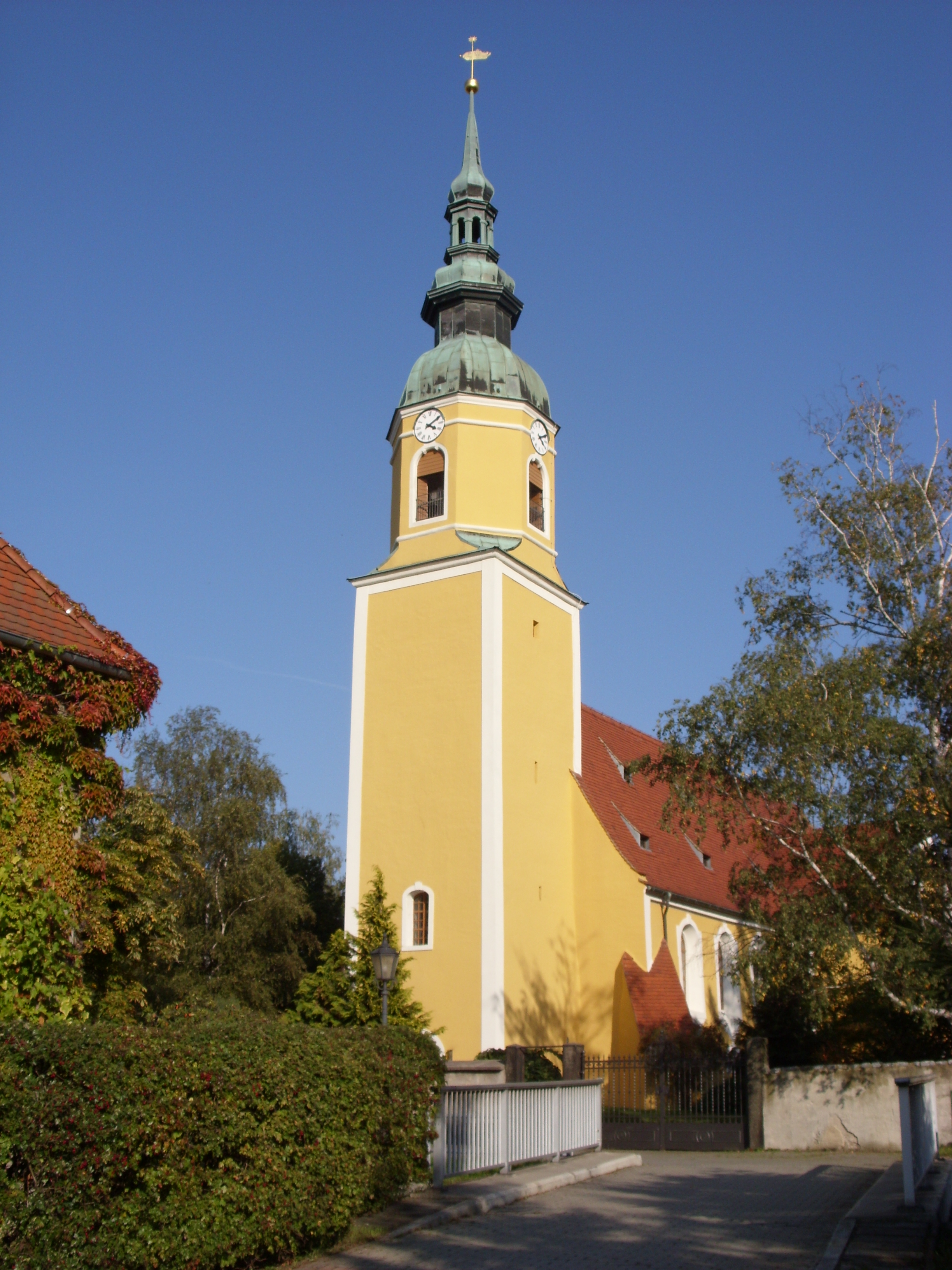
Evang.-Luth. Kirche im Ortszentrum

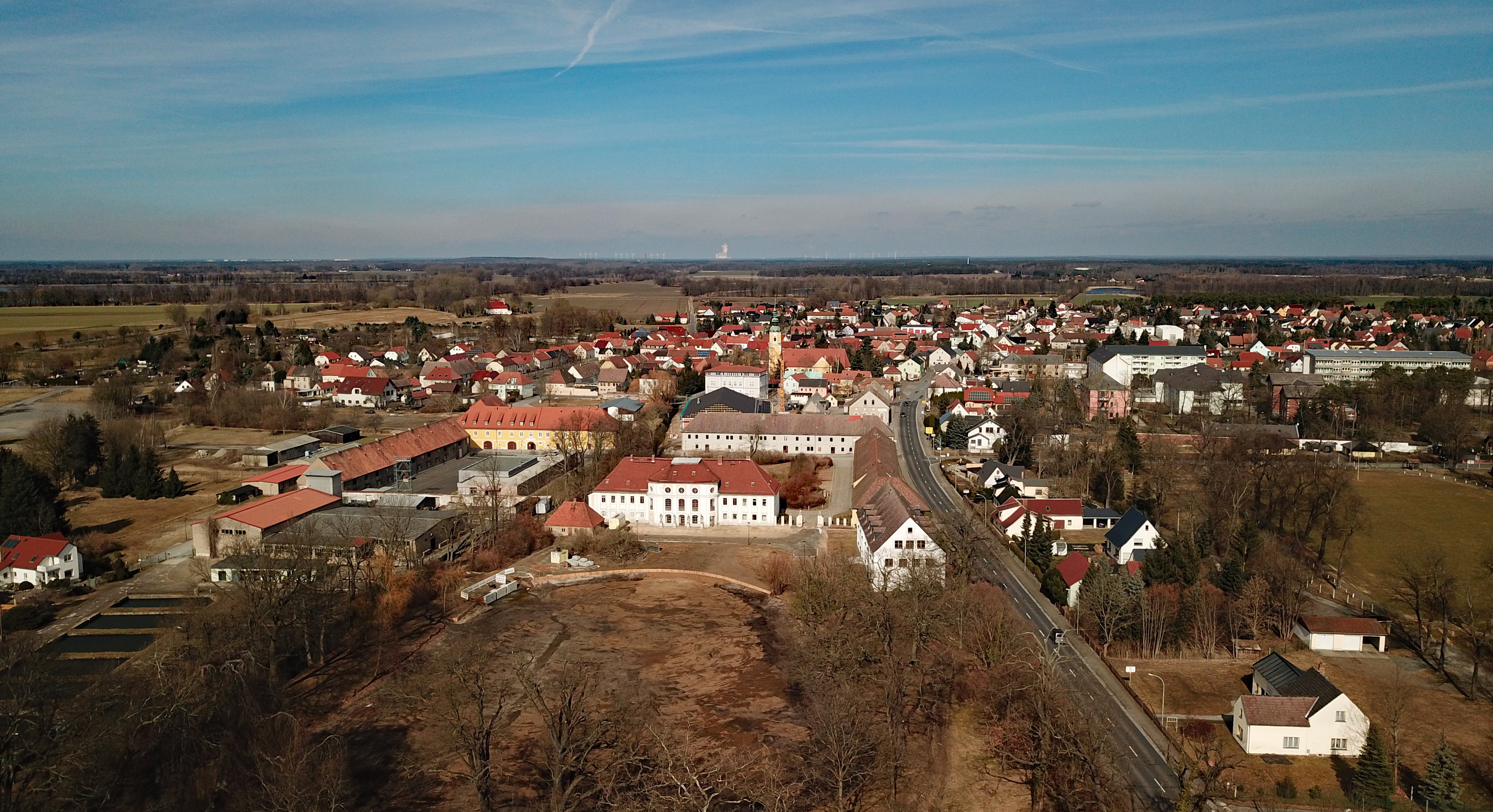
Luftbild

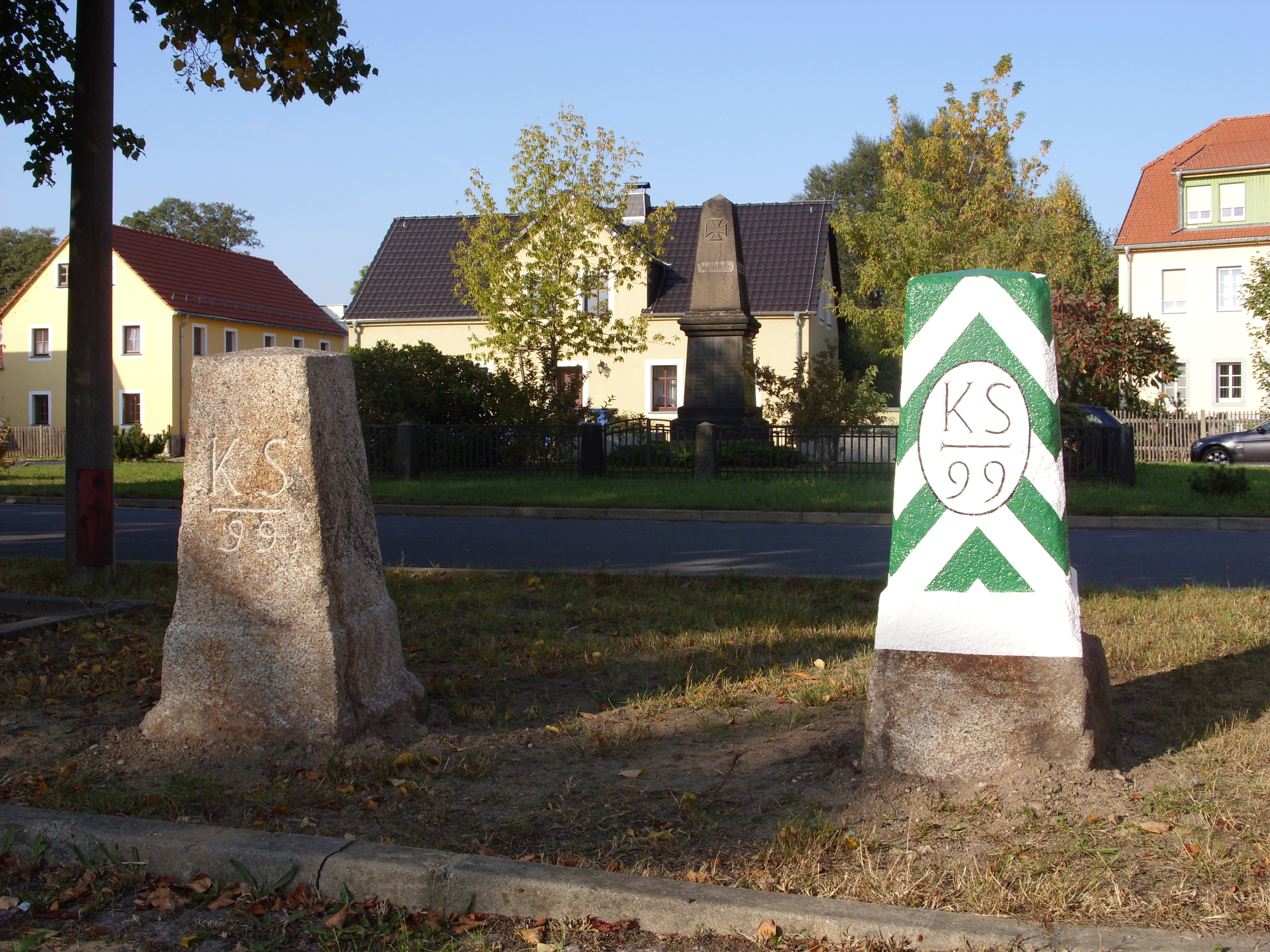
Restaurierte Grenzsteine am Marktplatz

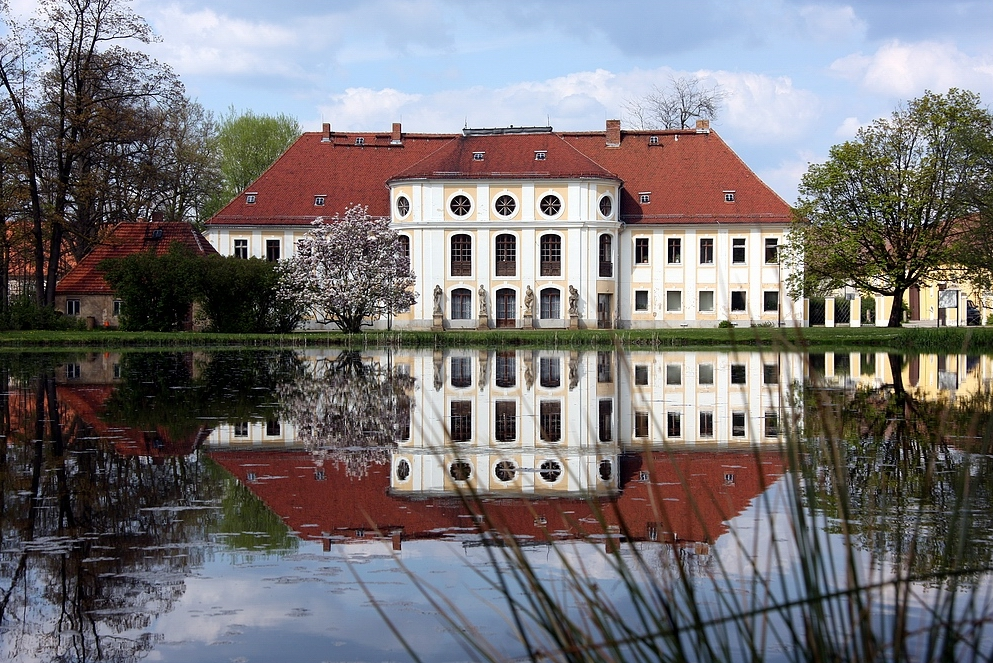
Schloss Königswartha

Königswartha, obersorbisch Rakecyⓘ, ist ein Dorf und zugleich eine Gemeinde in der Oberlausitz im Zentrum des Landkreises Bautzen. Es liegt etwa auf halber Strecke zwischen Bautzen (20 km) und Hoyerswerda an der Bundesstraße 96. Königswartha gehört zu den wenigen Orten, dessen deutscher Ortsname sich nicht vom sorbischen ableitet. „Rakecy“ bedeutet „Leute des Krebses“ und verweist vermutlich auf den Wasserreichtum der Gegend.
Obwohl Königswartha im sorbischen Siedlungsgebiet liegt, ist der Anteil der sorbisch sprechenden Bevölkerung in der eher protestantischen Gemeinde Königswartha heute wesentlich geringer als in den südlich und westlich angrenzenden katholisch geprägten Nachbargemeinden (z. B. Ralbitz-Rosenthal oder Neschwitz). Noch 1884 waren 87 % der Bevölkerung Sorben.

## Geografie
Durch Königswartha fließt das Schwarzwasser, ein Nebengewässer der Schwarzen Elster. Die umliegende Landschaft ist überwiegend flaches waldreiches Heideland. Über 80 Teiche werden mehrheitlich auch heute noch zur Fischzucht (vor allem Karpfen) genutzt.

## Gemeindegliederung
Ortsteile (mit sorbischen Bezeichnungen) sind:
| - Caminau (Kamjenej), 110 Einwohner - Commerau (Komorow), 256 Ew. - Entenschenke (Kača Korčma), 25 Ew. - Eutrich (Jitk), 84 Ew. - Johnsdorf (Jeńšecy), 57 Ew. - Königswartha (Rakecy), 2.118 Ew. | - Neudorf (Nowa Wjes), 79 Ew. - Niesendorf (Niža Wjes), 44 Ew. - Oppitz (Psowje), mit Neuoppitz (Njeradk), 198 Ew. - Truppen (Trupin), 79 Ew. - Wartha (Stróža), 371 Ew. |

## Geschichte
Königswartha wurde erstmals 1350 als Conigswarte urkundlich erwähnt und als „Städtlein“ mit Marktrecht bezeichnet. Der deutsche Name leitet sich von einer Warte des böhmischen Königs ab, die hier die alte Straße von Bautzen nach Hoyerswerda sicherte.
Bei Königswartha schlug während der Befreiungskriege zeitgleich mit dem Gefecht bei Weißig am 19. Mai 1813 ein russisch-preußisches Korps unter Barclay de Tolly eine italienische Division.
Für seine Statistik über die sorbische Bevölkerung in der Oberlausitz ermittelte Arnošt Muka in den achtziger Jahren des 19. Jahrhunderts eine Bevölkerungszahl von 1119 Einwohnern; davon waren 969 Sorben (87 %) und 150 Deutsche. Bis 1956 war der sorbischsprachige Anteil bedingt durch Assimilation und Zuzug auf 30,3 % gesunken.

## Eingemeindungen
Im Zuge verschiedener Gemeindegebietsreformen wurden 1936 die Gemeinden Caminau, Johnsdorf, Neudorf und Niesendorf, am 1. Juli 1950 Eutrich, 1957 Commerau (mit Truppen und Entenschenke) und 1994 Oppitz eingemeindet. Am 1. Januar 2005 wurde der Gemeindeteil Wartha der aufgelösten Gemeinde Knappensee (Landkreis Kamenz) eingegliedert.

## Religion
33 % der Einwohner von Königswartha sind evangelisch, 8 % katholisch. Die Evangelisch-Lutherische Kirchgemeinde Königswartha gehört zum Kirchenbezirk Bautzen-Kamenz der sächsischen Landeskirche. Die katholische Herz-Jesu-Kirche gehört zur Pfarrei St. Katharina in Ralbitz, Dekanat Bautzen, Bistum Dresden-Meißen.

## Politik

### Wappen
Beschreibung: In Blau drei goldene Getreidehalme, auf denen andreasgekreuzt ein goldener Rechen nach links und eine goldgestielte silberne Sense zur anderen Seite liegen und mit rotem Band geschnürt sind.

### Bürgermeister
Im März 2023 wurde der seit 2015 amtierende Bürgermeister Swen Nowotny (CDU) wiedergewählt.
| Wahl | Bürgermeister       | Vorschlag | Wahlergebnis (in %) |
| ---- | ------------------- | --------- | ------------------- |
| 2022 | Swen Holger Nowotny | CDU       | 98,5                |
| 2015 | Swen Holger Nowotny | CDU       | 57,6                |
| 2008 | Georg Paschke       | CDU       | 59,0                |
| 2001 | Georg Paschke       | CDU       | 82,0                |
| 1994 | Georg Paschke       | CDU       | 92,2                |

### Gemeinderat
- FWV K: 6
- PFW: 1
- CDU: 5
- AfD: 3

Die AfD kann einen Sitz nicht besetzen. Der Gemeinderat verkleinert sich entsprechend.
Die vorangegangenen Wahlen führten zu folgenden Stimm- bzw. Sitzverteilungen:
| Parteien und Wählergemeinschaften                 | 2024   | 2024   | 2019   | 2019   | 2014   | 2014   | 2009   | 2009   | 2004   | 2004   |
| Parteien und Wählergemeinschaften                 | %      | Sitze  | %      | Sitze  | %      | Sitze  | %      | Sitze  | %      | Sitze  |
| ------------------------------------------------- | ------ | ------ | ------ | ------ | ------ | ------ | ------ | ------ | ------ | ------ |
| Freie Wählervereinigung Königswartha(FWV)         | 40,5   | 6      | 45,6   | 8      | 50,6   | 9      | 50,4   | 9      | 41,4   | 7      |
| Christlich Demokratische Union Deutschlands (CDU) | 28,5   | 5      | 26,2   | 5      | 26,7   | 4      | 32,6   | 5      | 42,1   | 7      |
| Alternative für Deutschland (AfD)                 | 25,2   | 3      | 13,6   | 1      | –      | –      | –      | –      | –      | –      |
| Parteifreie Wähler (PFW)                          | 3,8    | 1      | 9,3    | 1      | 14,2   | 2      | 9,5    | 1      | 8,7    | 1      |
| Bündnis 90/Die Grünen                             | 2,0    | –      | 2,6    | –      | –      | –      | –      | –      | –      | –      |
| Die Linke (2004: PDS)                             | –      | –      | 2,7    | 0      | 8,4    | 1      | 6,1    | 1      | 7,7    | 1      |
| Sozialdemokratische Partei Deutschlands (SPD)     | –      | –      | –      | –      | 1,3    | 0      | –      | –      | –      | –      |
| gesamt                                            | 100,0  | 15     | 100,0  | 15     | 100,0  | 16     | 100,0  | 16     | 100,0  | 16     |
| Wahlbeteiligung                                   | 69,9 % | 69,9 % | 65,8 % | 65,8 % | 56,8 % | 56,8 % | 54,3 % | 54,3 % | 50,5 % | 50,5 % |

## Wirtschaft und Infrastruktur

### Bildung
Die Gemeinde Königswartha verfügt über die Grundschule „Bjarnat Krawc“ und eine Oberschule.

### Verkehr
Die Regionalbus Oberlausitz GmbH und Schmidt-Reisen e.K. betreiben zahlreiche Linien in Königswartha. Unter den Buslinien befinden sich jeweils eine PlusBus- (+500) und eine TaktBus-Linie (T504), welche den Ort im 1- und 2-Stunden-Takt beispielsweise an den Zugverkehr in Bautzen und Hoyerswerda anbinden. Alle Linien werden vom Zweckverband Verkehrsverbund Oberlausitz-Niederschlesien oder beziehungsweise vom Verkehrsverbund Oberelbe abgestimmt.
Durch die Bundesstraße 96, die im Zentrum Königswarthas Hauptstraße heißt, bestehen Anschlüsse ans Fernstraßennetz.
Königswartha erhielt 1890 einen Eisenbahnanschluss, als der Streckenabschnitt von Bautzen bis Königswartha der Bahnstrecke Bautzen–Hoyerswerda eröffnet wurde. 1908 wurde der Streckenabschnitt von Königswartha bis Hoyerswerda fertiggestellt. Ab 1961 war die Bahnstrecke Königswartha–Weißkollm für den Güterverkehr durchgängig befahrbar, ab 1964 nutzte sie auch der Personenverkehr. So wurde der Bahnhof Königswartha zum Umsteigepunkt. Am 30. Mai 1999 wurde der Reiseverkehr auf den Strecken Königswartha–Weißkollm und Bautzen–Hoyerswerda eingestellt. 

## Sehenswürdigkeiten

### Schloss und Schlosspark Königswartha

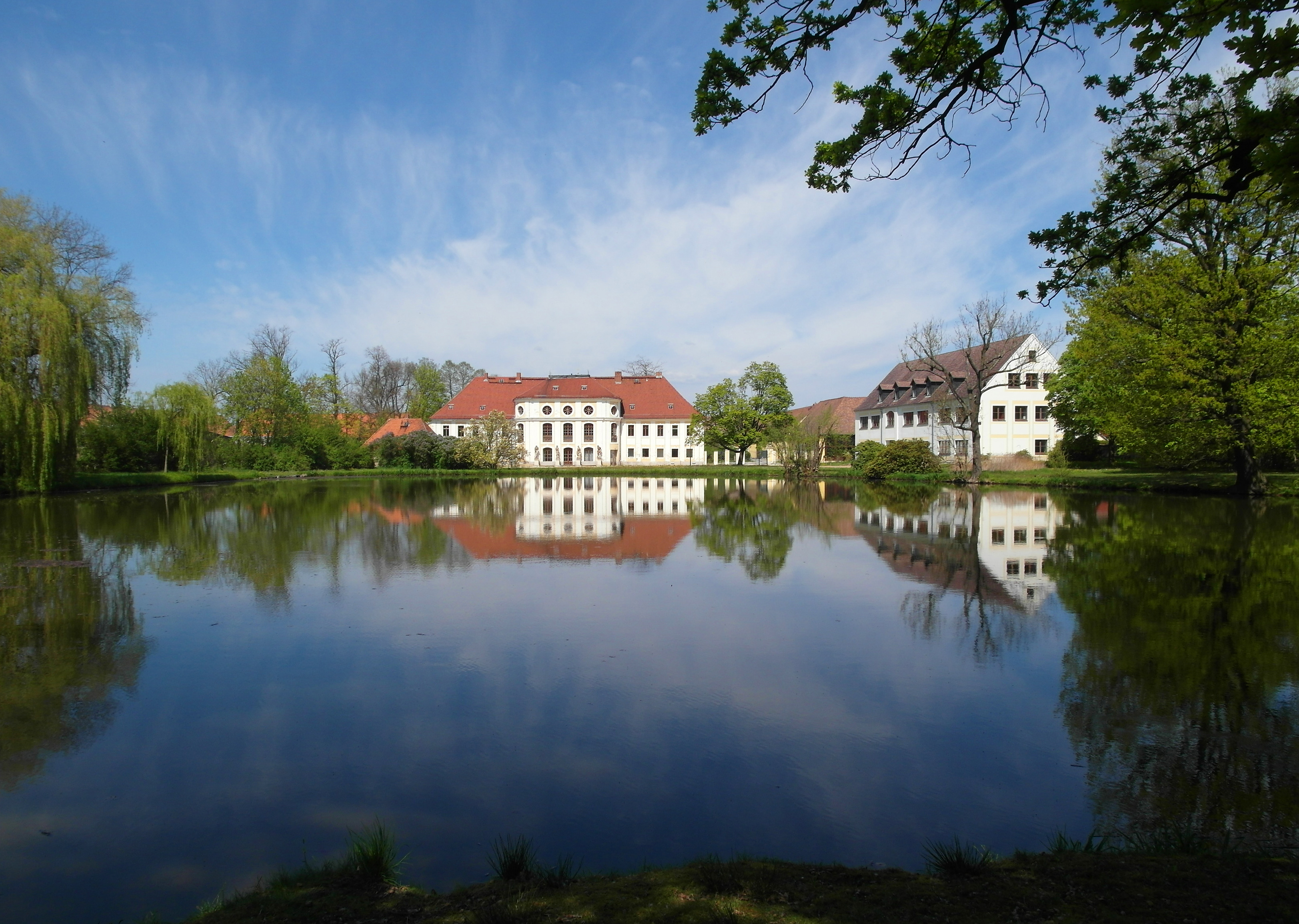
Schloss Königswartha

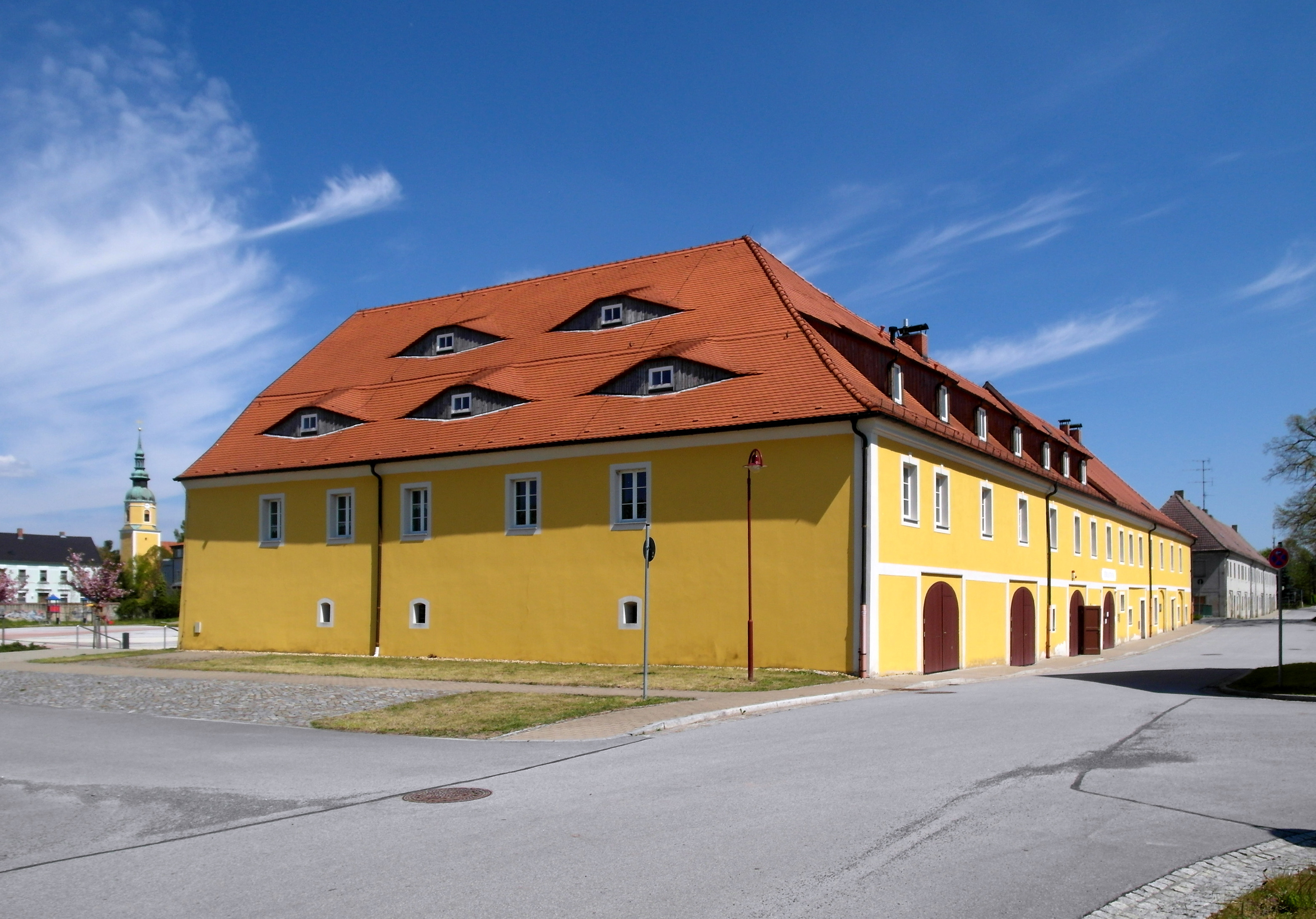
Ehem. Rittergut Königswartha

Das Schloss Königswartha wurde in seiner heutigen barocken Gestalt 1780 unter dem Reichsgrafen Johann Carl Friedrich von Dallwitz (1742–1796) erbaut. Insgesamt zehn Sandsteinfiguren, die unverwechselbar barocke Ursprünge zeigen, befinden sich am Schloss Königswartha. Den Figuren ist ihr Alter anzusehen, nicht jedoch ihre Odyssee, die zumindest die 6 Figuren an der Eingangsfront (Nordseite) zurückgelegt haben. Nach gegenwärtigen Erkenntnissen stammen diese ursprünglich vom kurfürstlichen Kammergut in Crostau bei Schirgiswalde. Von dort sind sie wahrscheinlich noch vor 1750 in den sogenannten Prenzelschen Garten in Bautzen gekommen, der sich zwischen Töpfergasse und Steingasse befand. Auf einem Riss aus dem Jahr 1825 sind die Postamente, auf denen die Figuren ruhen, sichtbar. Spätestens seit den vierziger Jahren des 19. Jahrhunderts waren diese und zwei weitere Figuren, die wahrscheinlich ebenfalls zu dieser Gruppe gehörten, vor dem Herrensitz in Luga nördlich Bautzens nachweisbar. Während zwei Figuren schon 1930 nach Kalbsrieth in Thüringen verbracht wurden, kamen sechs Figuren nach dem Krieg nach Königswartha. Aufgrund stilkritischer Vergleiche lassen sie sich der Zwingerhütte für die Zeit um 1710/1720 zuordnen. Ob der berühmte Meister Permoser selbst mit Hand angelegt hat, oder aber seine Schüler lässt sich heute zweifelsfrei nicht mehr klären, jedoch deutet vieles darauf hin. Vier Figuren der sechs Figuren vor dem Haupteingang verkörpern die vier Jahreszeiten, dazu kommt eine Bacchus- und eine Apollofigur. Seit 1949 ist im Schloss eine Fischereischule untergebracht, die zu DDR-Zeiten bedeutende Produktionssteigerungen in der Fischzucht (Karpfen) begründete. Diese gehört heute zur Sächsischen Landesanstalt für Landwirtschaft, die auf dem Gelände des Schlossparks ihr Kompetenzzentrum für Fischerei unterhält. Neben Aus- und Fortbildung gehören dazu hoheitliche Aufgaben als Fischereibehörde für den Freistaat Sachsen und angewandte Forschung auf dem Gebiet der Fischerei. Neben dem Schloss werden von der Landesanstalt für Landwirtschaft auch die ehemalige Orangerie, weitere der ehemaligen Wirtschaftsgebäude des Ritterguts und ein 1979 errichteter Internatsneubau genutzt. Die Orangerie ist ein rechteckiges, schlichtes Gebäude mit gewalmten Satteldach. Ihre große, zum Park geöffnete Halle wird durch eine mit acht Holzsäulen gegliederte Glasfassade begrenzt.

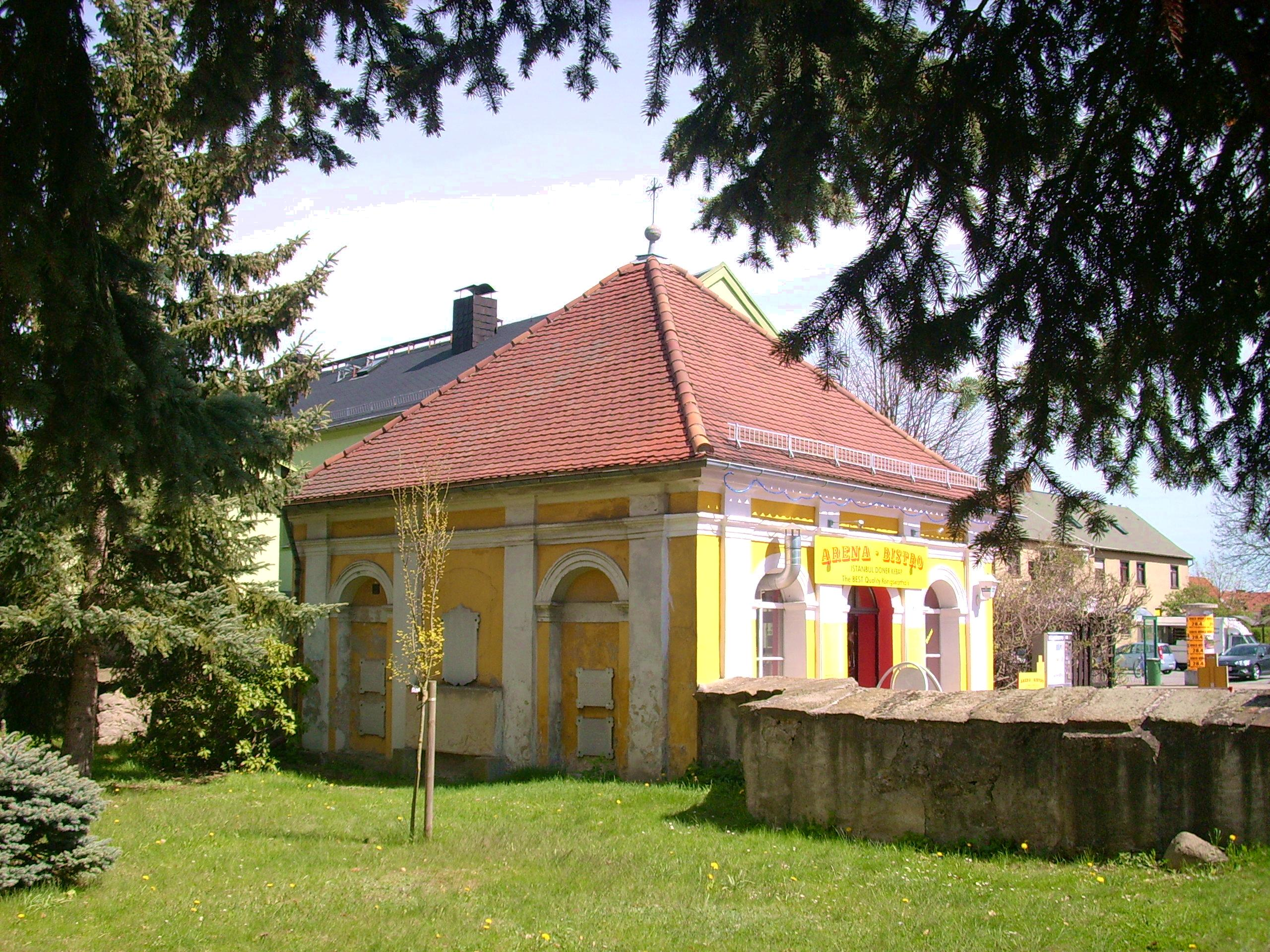
Die Dallwitzsche Familiengruft auf dem Friedhof

Die kleine, landschaftlich angelegte Parkanlage wird durch einen zentralen Teich, in dem sich das Schloss malerisch spiegelt, geprägt. Der Garten des Grafen von Dallwitz stellt eine dessen gesellschaftlichem Rang sowie der geografischen und topografischen Lage entsprechende Parkanlage dar, die in ihrer Grundanlage überwiegend erhalten ist. Der Park mit dem Schloss nimmt nur einen Teil der Fläche des ehemaligen Ritterguts ein. Durch seine in Grundform und im Erscheinungsbild nur gering veränderte Anlage ist nicht nur der Schloss- und Parkbereich, sondern der gesamte Raum des ehemaligen Ritterguts ortsbildprägend.

### Grenzsteine am Marktplatz
Nach dem Wiener Kongress 1815 verlief die Staatsgrenze zwischen den Königreichen Sachsen und Preußen durch das Gebiet der heutigen Gemeinde Königswartha, nur wenig nördlich des Ortes. Zur Erinnerung daran wurden im September 2008 zwei restaurierte Grenzsteine auf dem Marktplatz von Königswartha aufgestellt.

### Naturschutz
- Siehe auch: Liste der Naturdenkmale in Königswartha

## Persönlichkeiten
- Gustav Bredemann (1880–1960), Agrarwissenschaftler und Botaniker
- Ludwig Elle (* 1952), sorbischer Wissenschaftler
- Stefanie Kloß (* 1984), Sängerin der Band Silbermond